# Torre de Cerredo
Torre de Cerredo are altitudinea de 2648 m deasupra n.m., fiind cel mai înalt vârf din masivul Picos de Europa. El se află amplasat la granița dintre provinciile Asturia și Castilia-Leon din Spania. Pe pisc se poate ajunge pe calea „Via Normal”, care este relativ ușoară pentru alpiniști. De pe pisc se oferă o panoramă splendidă asupra masivului muntos central.